# Montagny (Rodan)
Montagny – miejscowość i gmina we Francji, w regionie Owernia-Rodan-Alpy, w departamencie Rodan.
Według danych na rok 1990 gminę zamieszkiwały 2202 osoby, a gęstość zaludnienia wynosiła 265 osób/km² (wśród 2880 gmin regionu Rodan-Alpy Montagny plasuje się na 397. miejscu pod względem liczby ludności, natomiast pod względem powierzchni na miejscu 1254.).